# Кринично-Лугское сельское поселение
Кринично-Лугское се́льское поселе́ние — муниципальное образование в Куйбышевском районе Ростовской области Российской Федерации.
Административный центр — хутор Кринично-Лугский.

## История
Статус и границы сельского поселения установлены Законом Ростовской области от 19 ноября 2004 года № 195-ЗС «Об установлении границ и наделении соответствующим статусом муниципального образования "Куйбышевский район" и муниципальных образований в его составе».

## Состав сельского поселения
| №  | Населённый пункт    | Тип населённого пункта        | Население |
| -- | ------------------- | ----------------------------- | --------- |
| 1  | Власово-Буртовка    | хутор                         | 45        |
| 2  | Денисово-Алексеевка | село                          | 59        |
| 3  | Денисово-Николаевка | хутор                         | 65        |
| 4  | Зайцево             | хутор                         | 234       |
| 5  | Каменно-Тузловка    | село                          | 122       |
| 6  | Карташево           | хутор                         | 232       |
| 7  | Кринично-Лугский    | хутор, административный центр | 601       |
| 8  | Крутой Яр           | хутор                         | 1         |
| 9  | Кумшатское          | село                          | 73        |
| 10 | Миллерово           | село                          | 1008      |
| 11 | Новая Надежда       | хутор                         | 1125      |
| 12 | Обийко              | хутор                         | 34        |
| 13 | Русско-Лютино       | хутор                         | 449       |
| 14 | Ясиновский          | хутор                         | 162       |

## Население
| 2010  | 2012  | 2013  | 2014  | 2015  | 2016  | 2017  |
| ----- | ----- | ----- | ----- | ----- | ----- | ----- |
| 3945  | ↘3773 | ↘3627 | ↘3521 | ↘3468 | ↗3482 | ↘3467 |
| 2018  | 2019  | 2020  | 2021  |       |       |       |
| ↘3448 | ↘3362 | ↗3390 | ↗3466 |       |       |       |